# Palle Huld
Palle Huld, né le 2 août 1912 à Hellerup (Danemark) et mort à Copenhague le 26 novembre 2010 à 98 ans, est un acteur danois.

## Biographie
En 1928, Palle Huld gagne un voyage dans un concours organisé par le quotidien Politiken (« La Politique »), à l'occasion du 100e anniversaire de la naissance de Jules Verne. Il décrit son voyage de 32 500 km autour de la Terre dans le livre Jorden rundt i 44 Dage (Le Tour du monde en 44 jours), traduit en onze langues, dont le français (Hachette, 1928 ; de Varly, 2020). 
Après ses études au Canada entre 1928 et  1931, il rejoint en 1932 le théâtre royal du Danemark, et y devient acteur permanent en 1936. Palle Huld tourne aussi dans une quarantaine de films danois entre 1933 et 2000. Il est, au fil du temps, honoré par plusieurs prix, dont le Frédéric Schyberg Memorial Award, l'Olaf Poulsen's Memorial Award et le prix Louis-Halberstadt. En 1992, Palle Huld fait paraître  un livre intitulé Så vidt jeg erindrer (en français : « Pour autant que je me rappelle. »).

## Inspiration
Ce jeune homme, son accoutrement (large casquette, ample manteau et culotte de golf) et son aventure, publiée en français en 1928, auraient inspiré Hergé pour la création de Tintin,, son personnage apparu dès 1929 dans le journal Le Petit Vingtième. Palle Huld est longtemps resté ignorant de cette influence car, selon ses propres déclarations, il n'a « jamais lu de bandes dessinées ».